# Sphinctus rufiventris
Sphinctus rufiventris là một loài tò vò trong họ Ichneumonidae.